# Колцеа (Браила)
Колцеа (рум. Colțea) насеље је у Румунији у округу Браила у општини Рошиори. Oпштина се налази на надморској висини од 44 m.

## Становништво
Према подацима из 2002. године у насељу је живело 632 становника, од којих су сви румунске националности.